# Асен Траянов
Асен Василев Траянов е български офицер, военен инженер, картографирал слабо проучени планински области във Венецуела.

## Биография
Асен Траянов е роден на 7 август 1885 г. в Сливен. Родителите му са съдия и учителка и произхождат от Македония. Брат е на поета Теодор Траянов (1882 – 1945). Завършва Военното училище и на 19 септември 1906 г. е произведен в звание „подпоручик“. Започва военната си служба в 1-ва пионерна (инженерна) дружина. Като военен инженер участва в Балканските войни (1912 – 1913) и Първата световна война (1915 – 1918). По време на войните служи във Варненския укрепен пункт и като домакин на 8-а пионерна дружина. Уволнен от армията през 1918 г. със звание „майор“. След войните емигрира във Венецуела, където правителството го наема да състави топографска карта на югоизточната част на страната. За изпълнение на тази задача участва в няколко експедиции в тропическите гори около река Ориноко и част от Гвианската планинска земя – планината Рораима (Дяволската планина).
През 1938 г. Асен Траянов се връща в София, където започва организирането на експедиция за изследване на планинските части на Венецуела. Началото на Втората световна война осуетява заминаването. На 2 август 1940 г. Асен Траянов умира в София.
Във Венецуела Траянов е известен с фамилията Траханес (исп. Trajanes). Жена му и дъщеря му Лидия остават да живеят във Венецуела.

## Военни звания
- Подпоручик (19 септември 1906)
- Поручик (22 септември 1909)
- Капитан (1 ноември 1913)
- Майор (16 септември 1917)